# Закон України «Про захист конституційного ладу у сфері діяльності релігійних організацій»
Зако́н Украї́ни «Про за́хист конституці́йного ла́ду у сфе́рі дія́льності релігі́йних організа́цій» (неофіційно відомий як «Зако́н про заборо́ну Росі́йської правосла́вної церкви́ в Украї́ні») — закон, ухвалений Верховною Радою України 20 серпня 2024 року. Закон ухвалений 265 голосами народних депутатів. Проти голосували — 29, утрималося — 4, не голосували — 23.
Закон визначає критерії та наслідки заборони діяльності іноземних релігійних організацій та їхніх філій, особливості припинення з мотивів пропаганди ідеології «русского міра» і прямою вказівкою забороняє діяльність Російської православної церкви в Україні. Ця заборона не поширювалася на східне православ'я загалом, всупереч тому, що стверджувалося деякими заявами в Інтернеті.
Ще до початку судових процесів щодо заборони релігійних організацій влада зможе забрати з оренди таких структур державне чи комунальне майно. Йдеться про храми-пам’ятки архітектури, договори про оренду яких закон фактично розриває автоматично за кілька місяців після схвалення. За джерелами BBC —  це близько трьох тисяч громад РПЦвУ, які мають у користуванні старовинні храми.

## Предмет
Закон України «Про захист конституційного ладу у сфері діяльності релігійних організацій» унеможливлює діяльність релігійних організацій, які керуються державою, яка здійснює агресію проти України.
Іноземна релігійна організація — релігійна організація (в тому числі релігійне управління, об'єднання, центр), яка є юридичною особою, що утворена та/або зареєстрована відповідно до законодавства іншої держави, має місцезнаходження за межами України. Іноземні релігійні організації можуть здійснювати діяльність в Україні, за умови що їхня діяльність не шкодить національній або громадській безпеці, охороні публічного порядку, здоров'ю, моралі, правам і свободам інших осіб.
Частина друга статті другої Закону визначає критерії для заборони діяльности іноземних релігійних організацій, зокрема:
1. знаходяться в державі, яка визнана такою, що здійснила або здійснює збройну агресію проти України та/або тимчасово окупувала частину території України;
2. прямо або опосередковано (в тому числі через публічні виступи керівників або інших органів управління) підтримують збройну агресію проти України. До іноземних релігійних організацій, які знаходяться в державі, яка визнана такою, що здійснила або здійснює збройну агресію проти України та/або тимчасово окупувала частину території України, належать іноземні релігійні організації (в тому числі релігійні управління, об'єднання, центри), керівний центр (управління) яких знаходиться за межами України у відповідній державі-агресорці.
3. Іноземні релігійні організації, діяльність яких заборонена відповідно до цієї статті, визначаються статтею 3 цього Закону.

Частина перша статті третьої Закону прямо забороняє діяльність в Україні Російської православної церкви (далі — РПЦ), адже, як зазначається Законом, вона є ідеологічним продовженням режиму держави-агресорки, співучасницею воєнних злочинів та злочинів проти людяності, що вчиняються від імені Російської Федерації та ідеології «русского міра».
Діяльність релігійних організацій, афілійованих з іноземною релігійною організацією, діяльність якої в Україні заборонена, у тому числі безпосередньо або як складова частина іншої релігійної організації, або за наявності інших ознак, встановлених статтею 51 Закону України «Про свободу совісті та релігійні організації», не допускається і такі релігійні організації припиняються у встановленому законом порядку.
Перелік релігійних організацій в Україні, афілійованих з іноземною релігійною організацією, діяльність якої в Україні заборонена, затверджується наказом центрального органу виконавчої влади (далі — ЦОВВ), що реалізує державну політику у сфері релігії, та оприлюднюється на його офіційному вебсайті. У випадку, встановленому законом, діяльність в Україні іноземної релігійної організації, що знаходиться в державі, яка визнана такою, що здійснила або здійснює збройну агресію проти України та/або тимчасово окупувала частину території України, діяльність якої в Україні заборонена, припиняється з дня набрання чинності цим Законом або законом про внесення відповідних змін до цього Закону.
Згідно зі статтею п'ятою Закону забороняється використання релігійних організацій для пропаганди ідеології «русского міра», у тому числі популяризації такої ідеології . При застосуванні цього положення враховуються факти поширення пропаганди ідеології «русского міра» як безпосередньо релігійною організацією, так і її статутними або іншими органами управління, іншими особами, які діють від їхнього імені за завданням чи з дозволу або відповідно до іншого способу погодження незалежно від форми такого погодження. Розгляд питання щодо підтвердження фактів використання релігійної організації для пропаганди ідеології «русского міра» здійснюється ЦОВВ, що реалізує державну політику у сфері релігії. При розгляді можуть використовуватися висновки релігієзнавчої експертизи, інформація інших ЦОВВ, дані публічних електронних реєстрів, а також інформація, отримана від фізичних та/або юридичних осіб, з медіа та інших відкритих джерел

### Процедура заборони
Процедура припинення й заборони релігійних організацій, афілійованих з іноземною релігійною організацією, прописана, в основному, у другій частині закону як прикінцеві положення, які займають переважну частину Закону.
Релігійні організації, які підозрюються в співпраці з РПЦ, перевірятиме відповідна експертна комісія. Її має створити Державна служба України з етнополітики та свободи совісті (далі — ДЕСС). Якщо комісія зафіксує порушення — ДЕСС видасть припис церкві на виправлення ситуації. Українські релігійні організації, які афілійовані релігійними організаціями держави-агресорки, матимуть 9 місяців, щоб розірвати зв'язки зі своїм керівним центром.
Якщо зв'язки з державою-агресоркою не будуть припинені, ДЕСС подасть на цю конкретну юридичну особу позов до суду, який і матиме право ухвалити рішення про заборону.

### Наслідки заборони
Стаття 4 Закону України «Про захист конституційного ладу у сфері діяльності релігійних організацій» визначає наслідки заборони діяльності в Україні іноземної релігійної організації. Зокрема, Рада національної безпеки і оборони України застосовує обмежувальні заходи (санкції) до іноземних релігійних організацій, діяльність яких в Україні заборонена, в порядку, встановленому Законом України «Про санкції» та нормативно-правовими актами, прийнятими на його виконання.
Правочини, пов'язані з використанням майна (оренди, найму, лізингу, інших форм користування чужим майном), строк дії яких не закінчився, вчинені між резидентами України та відповідною іноземною релігійною організацією, діяльність якої в Україні заборонена, а також із зареєстрованими в Україні юридичними особами, власником, учасником яких є така іноземна релігійна організація, що не привели свою діяльність у відповідність із цим Законом у строк, припиняються достроково.
Іноземна релігійна організація, діяльність якої в Україні заборонена, не може бути власником, учасником зареєстрованих в Україні юридичних осіб. У разі якщо юридична особа не приведе склад учасників у відповідність із цим Законом протягом трьох місяців з дня заборони діяльності в Україні відповідної іноземної релігійної організації, така юридична особа припиняється на підставі рішення суду за наслідками розгляду позову ЦОВВ, що реалізує державну політику у сфері релігії.
Відносини та/або зв'язки, та/або комунікації релігійних організацій, у тому числі релігійних громад, інших юридичних осіб приватного права з іноземними релігійними організаціями, діяльність яких в Україні заборонена, не допускаються, крім випадків, якщо вони здійснюються за погодженням ЦОВВ, що реалізує державну політику у сфері релігії. Для отримання погодження особа повинна звертається до ЦОВВ, що реалізує державну політику у сфері релігії, з відповідною заявою. До заяви додається інформація з обґрунтуванням необхідності відносин та/або зв'язків, та/або комунікацій.
Релігійна організація, яка діє в Україні, не може мати керівний центр за межами України в державі, яка визнана такою, що здійснила агресію проти України та/або тимчасово окупувала частину території України, а також входити до структури (бути частиною) іноземної релігійної організації, або бути іншим чином афілійованою з такою релігійною організацією.

## Історія
У Верховній Раді України загалом зареєстровано 11 законопроєктів про заборону чи обмеження діяльності іноземних релігійних організацій та їхніх філій.
20 грудня 2018 року Верховна Рада України ухвалила закон «Про внесення змін до Закону України „Про свободу совісті та релігійні організації“», за яким зобов'язала змінити назву церкви як такої, керівний центр якої знаходить у державі, що здійснила військову агресію проти України. 
Після початку повномасштабного російського вторгнення в Україну низка місцевих рад почали ухвалювати рішення про призупинення діяльності чи про заборону діяльності УПЦ МП на території своїх громад, хоч такі рішення не мають юридичної сили.  Низка обласних, районних, міських, селищних та сільських рад звернулися до Верховної Ради України, прем'єр-міністра та Президента України законодавчо заборонити діяльність УПЦ МП в України..
У травні 2022 року відбувся Собор РПЦвУ, де були внесені зміни до статуту, вилучені згадки про РПЦ, крім згадки про Грамоту патріарха Алексія ІІ. Митрополит Київський Епіфаній зазначав, що засідання цього Собору нічого не змінило, УПЦ МП зберегла єдність із РПЦ.
29 березня 2023 року Україна розірвала договір з РПЦвУ про оренду Києво-Печерської лаври. На початку 2023 року почалося повернення Почаївської Успенської лаври державі через те, що термін угоди про оренду з РПЦвУ завершився. У червні 2023 року стало відомо, що Донецька обласна військова адміністрація планує переглянути договір оренди з РПЦвУ щодо безстрокового користування Святогірською Лаврою.
1 грудня 2022 року Президент України Володимир Зеленський увів у дію рішення РНБО щодо заборони діяльності в Україні релігійних організацій, афілійованих із центрами впливу в РФ. Відповідний законопроєкт Кабінет Міністрів України вніс до Верховної Ради України 19 січня 2023, і передбачалося, що депутати винесуть його на розгляд у травні 2023 року. Однак 23 вересня 2023 року Голова Верховної Ради України Руслан Стефанчук заявив, що голосів за заборону РПЦвУ немає, адже йде внутрішня дискусія.
27 грудня 2022 року Конституційний суд визнав конституційним закон «Про свободу совісті та релігійні організації», який передбачає перейменування УПЦ МП.
5 жовтня 2023 року у Верховній Раді України зібрали 226 підписів на звернення до голови парламенту Руслана Стефанчука щодо внесення в зал на голосування заборони релігійних організацій, афілійованих з іноземною релігійною організацією держави-агресорки.
19 жовтня 2023 року Верховна Рада України ухвалила законопроєкт у першому читанні.
2 листопада 2023 року Шостий апеляційний адміністративний суд залишив в силі рішення суду першої інстанції, чим підтвердив законність вимоги про перейменування УПЦ згідно з Законом ухваленим у 2018 році.
У березні 2024 року до Верховної Ради України надійшов лист з погрозами від голови юридичної компанії «Amsterdam & Partners LLP» Роберта Амстердама, який фінансується підсанкційним колишнім депутатом Вадимом Новинським, з приводу законопроєкту про заборону Російської православної церкви в Україні.
17 квітня 2024 року Парламентська асамблея Ради Європи визнала РПЦ інструментом кремлівської пропаганди «русского міра».
28 травня 2024 року представники українських громадських організацій і рухів виступили зі спільним закликом до керівництва парламенту та владної більшості невідкладно ухвалити закон про заборону РПЦ і постанову про деколонізацію назв населених пунктів України.
21 липня 2024 року стало відомо, що 70 депутатів Верховної Ради України виступили з ультимативною вимогою до керівництва парламенту і президентської фракції щодо остаточної заборони УПЦ МП.
17 серпня року Всеукраїнська рада церков і релігійних організацій (далі — ВРЦіРО) підтримала законодавчу ініціативу щодо заборони діяльності релігійних організацій, повʼязаних з РФ.
20 серпня 2024 року Верховна Рада України проголосувала у другому читанні та в цілому за законопроєкт №8371, що передбачає заборону діяльності релігійних організацій, керівний центр яких розташований у країні-агресорці.
24 серпня 2024 року Президент України Володимир Зеленський підписав закон №8371, який забороняє діяльність в Україні Російської православної церкви (РПЦ).

## Реакція

### Держави та міжнародні організації
- США: 9 квітня 2024 року надійшов офіційний лист до України від комісії США з міжнародної релігійної свободи[en], в якому висловлюється занепокоєння ситуацією, викликаною розглядом у Верховній Раді законопроєкту № 8371. Наприкінці квітня 2024 року Україна надіслала відповідь.[53]

### Релігійні організації
- Уселенський патріархат Константинополя: Вселенський патріарх Вартоломій І заявив про підтримку заходів, спрямованих на добро для України, зокрема анонсованої президентом Володимиром Зеленським ініціативи щодо духовної незалежности держави.[54]
- Болгарська православна церква:  Патріарх Даниїл заявив у розмові з послом США в Болгарії, що Українська православна церква зазнає «різноманітних обмежень» через буцімто дискримінаційну політику. Він висловив упевненість, що «демократичні сили світу», які спостерігають за релігійними процесами, візьмуть до уваги «ці тривожні тенденції» в Україні та сприятимуть гарантуванню свободи віросповідання, права віросповідання і недоторканності власності УПЦ МП.[55]

- Латинська церква в Україні: 17 серпня 2024 року єпископ Київсько-Житомирської дієцезії Віталій Кривицький під час зустрічі ВРЦіРО заявив, що від РПЦвУ очікували засудження РПЦ та підтримав ухвалення законопроєкту в другому читанні.[56][57]
- Православна церква України: 8 березня 2024 року Священний синод Православної церкви України закликав Верховну Раду якнайшвидше ухвалити законопроєкт, який забороняє підпорядкування будь-яких українських релігійних організацій російським релігійним і державним центрам.[58] 21 серпня 2024 року Митрополит Київський і всієї України Епіфаній заявив, що готовий до діалогу з митрополитом Онуфрієм, а вірян закликає відкинути "російське ярмо".[59]
- Українська греко-католицька церква: У січні 2023 року верховний архиєпископ Святослав висловив сумнів щодо доцільності заборони РПЦвУ. На його думку, така дія може допомогти РПЦ.[60]
- Українська православна церква Московського патріархату (РПЦвУ): У жовтні 2023 року РПЦвУ виступила проти законопроєкту, аргументувавши, що законопроєкт не відповідає Європейській конвенції з прав людини та Конституції України. У РПЦвУ зазначають, що законопроєкт «по суті своїм змістом спрямований на заборону Української православної церкви».[61] Після остаточного ухвалення законопроєкту 20 серпня 2024 року митрополит Климент заявив, що «Українська православна церква і надалі буде жити як істинна церква. Можливо і забороняє УПЦ МП, але Українська православна церква не має приставки МП».[62]
- Католицька церква: 25 серпня 2024 року під час зустрічі з паломниками, Папа Римський Франциск висловив занепокоєння щодо можливих загроз для релігійної свободи в Україні. Папа Франциск закликав дозволити людям молитися у тих церквах, які вони вважають своїми.[63]

## Соціологія
Згідно з опитуваннями, в січні 2023 року 69 % українців вважали себе православними, 41 % із них відносилися до ПЦУ, 4 % — до УПЦ (МП), 24 % не відносились до жодного патріархату.
За соціологічними опитуваннями в травні 2024 року 82% українців не довіряють УПЦ МП, 63% – прагнуть її повної заборони.
За соціологічним опитуванням в жовтні 2024 року 80% українців підтримують схвалення закону про заборону РПЦ. Водночас 16% українців — його не підтримують, а ще 4% не визначилися зі своєю думкою. Фактично в усіх регіонах переважна більшість українців підтримують ухвалений закон — від 71% на сході до 83% на заході.